# 진해항 요새
진해항 요새(일본어: 鎮海湾要塞 진카이코요사이[*]는 일제강점기 당시 재조선 일본군의 부산 요새사령부에서 관할한 경상남도 진해항에 있던 요새이다. 현재 진해항 요새사령부의 본관만 남아있다.

## 역사

### 일제강점기
1905년 10월 13일, 가덕도 외양포에 사령부와 포병대 막사를 설치하였다.
1909년 8월 30일, 경상남도 창원군 마산으로 사령부가 이전되었다.
1913년 12월 19일, 마산부 진해로 이사하였다.
1914년 12월, 요새사령부가 마산에서 지금의 위치로 이전하였다.
1936년 10월 1일, 진해 해군항공대가 진해비행장에서 창설되었다.
1941년, 진해요항부가 경비부로 개편됨.
1942년 6월, 외양포 포대를 운용할 부대를 남겨두고 요새사령부와 예하부대는 부산 요새로 건너갔다. 부산 요새로 건너간 부대는 부산 요새사령부로 개명하였다.

### 전후
1945년 8월 15일에 단파방송으로 송신된 옥음방송으로  조선군이 항복하고 한반도에서 물러난 뒤, 시간이 지나면서 진해항 요새사령부의 본관 건물만이 남았다. 진해중학교, 육군사관학교, 육군대학, 해군교육사령부의 본관 건물으로 쓰였다가 다시 버려졌다.
2016년에 창원시는 진해항 요새사령부의 본관 건물을 근대 건축물 제9호로 지정하고,  예산 13억원을 들여 2019년 2월 7일부터 2020년까지 복원하기로 결정하였다.

## 시설
- 외양포 포대

## 같이 보기
- 라진 요새
- 부산 요새
- 여수 임시요새
- 영흥항 요새 - 금야군
- 웅기 임시요새
- 계획된 요새
  - 목포 임시요새 - 전라남도 목포시
  - 백도 임시요새 - 남포특별시
  - 안면도 임시요새 - 충청남도 태안군
  - 인천 임시요새 - 경기도 인천시

## 참고
1. 1 2  “역사”. 진해문화원. 2023년 7월 20일에 확인함.
2. ↑  이성훈 (2019년 2월 7일). “옛 日 진해만 요새사령부 100년 전 원형 복원키로”. 부산일보. 2020년 7월 10일에 확인함.